# Juan de Juni
Juan de Juni (Joigny, 1506 - Valladolid, 1577) fou un escultor francoespanyol. Juntament amb Alonso Berruguete va formar la gran escola d'escultura castellana. Autor d'una extensa obra, feta principalment durant els més de trenta anys que va viure a Valladolid, les seves peces reflecteixen un gran domini dels diversos materials escultòrics com la terra cuita, la pedra i la fusta, i un extraordinari coneixement de l'anatomia humana.
Dedicat a l'ofici d'escultor –també anomenat mestre de fer imatges o entallador–, la seva tasca era elaborar els elements decoratius de les façanes, portalades o retaules, tot i que també es dedicava a la feina d'acoblador, és a dir, a preparar l'arquitectura dels retaules, fet que prova que Juni tenia coneixements d'arquitectura. L'any 1565, a Valladolid, va realitzar l'arc per rebre la reina Isabel de Valois, obra de la qual encara es conserva el disseny.

## Biografia
Juan de Juni es va formar a França i Itàlia, d'on va ser cridat pel bisbe portuguès Pedro Álvarez d'Acosta per construir el palau episcopal de Porto. Cap al 1533 va anar a Espanya, on va estar treballant a Lleó i va participar en la decoració escultòrica de la façana de l'edifici de Sant Marc. Són seus els relleus del Descendiment i la Resurrecció i, al claustre, el relleu del Naixement de Crist en pedra; també va intervenir en la realització del cadirat del cor. L'any 1537 va modelar figures, en terracota i policromades, per l'església de Sant Francesc, a Medina de Rioseco.
El 1540 va rebre un encàrrec d'Antonio de Guevara, a Valladolid, per fer un Enterrament de Crist destinat al seu sepulcre. Abans, però, va anar a Salamanca i va treballar en el sepulcre de Gutierre de Castro, a la catedral vella. El 26 d'octubre del mateix any emmalaltí i redactà el seu testament. Una vegada recuperat de la malaltia es traslladà a Valladolid per complir un altre encàrrec d'Antonio de Guevara, en aquest cas, un retaule per al desaparegut convent de Sant Francesc. El 1545 se li encarregà el retaule de l'església de Santa María La Antigua, i malgrat el llarg litigi que va sostenir amb Francisco Giralte, deixeble de Berruguete, finalment el va poder fer ell.
La seva fama es va estendre i no li van faltar ni encàrrecs ni una clientela selecta. Així, entre altres obres, realitzà l'Orde de Sant Jaume per al cadirat del cor de Sant Marc de Lleó, el retaule major de la catedral de Burgo de Osma –un dels diversos encàrrecs de Pedro Álvarez d'Acosta– i el sepulcre del bisbe de Zamora, Antonio del Águila, a Ciudad Rodrigo.

Des del 1577, i per raons de salut, va anar delegant en el seu fill Isaac les funcions de l'ofici i l'administració de béns: 
| «                                                          | «Sepan quantos esta carta vieren... cómo yo Juan de Juni, escultor, vecino desta villa de Valladolid, morador, fuera de la puerta del Campo... doy mi poder cumplido a vos Isac de Juny, mi hijo, vecino desta villa, para que por mi... podais pedir e demandar e recibir e cobrar en juicio...» | » |
| — Valladolid, Archivo de Protocolos, lligall 544, fol. 329 | |   |

 El 8 d'abril de 1577 dicta un nou testament, i mor entre el 9 i el 17 d'abril de 1577. Juni va rebre sepultura a l'església del convent de Santa Catalina de Siena, a Valladolid, en compliment de la seva voluntat. Al convent existeix un llibre titulat Inscripciones de las lápidas que se conservan en el pavimento de la iglesia, debajo del entarimado en el qual s'esmenta que, entre d'altres, hi ha enterrats Juni i diversos familiars seus.

### Família
Juan de Juni va contreure matrimoni per primera vegada amb Catalina de Montoya, amb qui va tenir una filla, María, que va ser declarada hereva en el testament de l'any 1540. El 1544 es casà amb Ana de Aguirre, la seva segona esposa, que va morir el 1556 sense descendència. Va contreure matrimoni per tercera vegada amb María de Mendoza, amb la qual va tenir diversos fills; el 1561 l'esmenta com a fiadora en acabar el retaule de La Antigua. Tanmateix, el fill amb qui va tenir més relació, i del qual es tenen més notícies, és Isaac, un fill natural nascut a Lleó, ja citat en el primer testament i que vivia a casa seva. En el seu darrer testament, el de 1577, apareix citat Isaac, que en aquell moment tenia trenta-vuit anys i que rebria la quarta part dels béns propis de l'escultor; el testament especifica que aquests béns serien escollits entre els que es referien a l'art d'escultura i l'acoblament.

## Obra

### Primeres obres
L'any 1535 Juni es troba a la ciutat de Lleó, que en aquell temps acollia una gran activitat arquitectònica. Juan de Juni participa en la construcció de Sant Marc i en altres obres importants a la catedral, on necessiten càrrecs d'escultors; allà hi ha uns quants escultors francesos, entre ells Juni. L'historiador Gómez Moreno va ser el primer que reconegué la participació de Juni en la realització dels medallons i alguns relleus de la façana de Sant Marc. La major part dels relleus dels medallons tenen un estil similar, amb el característic rostre aixecat i una mica inclinat, la boca entreoberta i una espatlla alçada; aquesta unitat estilística fa pensar que, si no els va fer ell, el treball estava sota la seva direcció.
En un dels dos tabernacles de la façana de l'església es troba el Descendiment, un relleu en pedra de gran format que mostra un gran dinamisme; els talls de l'escultura són aguts. Un altre relleu, el del Naixement de Crist, és a l'interior del claustre i mostra un estil amb molts elements clàssics. L'obra més important en fusta va ser la que va fer al cadirat del cor de Sant Marc junt amb l'escultor Guillén Doncel; s'atribueix a Juni el cadirat alt. És molt destacable l'escultura de Sant Mateu, actualment al Museu de Lleó; està feta en terra cuita i és de color vermell, amb una composició en hèlix que indica una clara influència de Miquel Àngel.
L'any 1537, per encàrrec de l'almirall de Castella prepara unes imatges de Sant Jeroni i Sant Sebastià destinades a la seva capella funerària, al monestir de Sant Francesc de Medina de Rioseco; estan fetes en terra cuita policromada i són de mida natural. El grup de Sant Jeroni està compost pel sant mateix, un lleó i un arbre sec. Sant Jeroni es mostra mig cobert amb una túnica i amb una anatomia extraordinàriament detallada, on s'aprecien els diferents músculs, amb un gest del rostre que mira cap amunt i els cabells i la barba serpentejant; és una obra que ens remet, sens dubte, al grup del Laocoont i els seus fills. Al costat contrari trobem el grup de Sant Sebastià; el sant està entre un soldat romà i un jueu, en una composició totalment simètrica.
A l'església de Santa Marina, de Lleó, hi ha la imatge de la Virgen de las Candelas, esculpida per la capella funerària de Catalina Pimentel i que estava ubicada al convent de Santo Domingo. Consta de les imatges de la Mare de Déu amb el Nen i el Sant Joan Baptista; d'un clar gust italià, es relaciona amb pintures de Raffaello Sanzio com la Mare de Déu de la Cadira o La bella jardinera. Aquesta escultura mostra unes formes dolces i sense gens de dramatisme. La peça és de vora el 1549, quan Juni ja vivia a Valladolid.
Álvaro de Benavente va fer construir a l'església de Santa María de Medina de Rioseco una gran capella de sepultura per la seva família. La construcció va començar el 1544 i en va ser responsable l'arquitecte Juan de Corral; la decoració en guix policromat és obra del seu germà Jerónimo de Corral. A la mort d'Álvaro de Benavente encara faltava el retaule i es va acudir a Juan de Juni, ja veí de Valladolid; el 1557 es va signar el contracte amb l'escultor. L'obra consta d'un banc i dos cossos:
- a la part central del primer cos hi ha les imatges de Sant Joaquim i Santa Anna, quasi com a escultura de ple volum;
- als laterals, uns relleus amb escenes de la vida d'aquests sants;
- al centre del segon cos, a una fornícula, es troba l'escultura de la Immaculada, coronada amb dos angelots en actitud de coronar la Verge. Aquesta imatge de la Puríssima té un ritme helicoidal molt emprat per Juni i per Miquel Àngel, amb la mà esquerra recolzada sobre el pit i la dreta sostenint la vara d'assutzenes.

### Crucifixos
Juan de Juni va dedicar una extensa sèrie a la iconografia del santcrist o crucificat. El tema que més va tractar va ser el del Crist mort, però també se'n conserven obres sobre el moment de l'expiració.

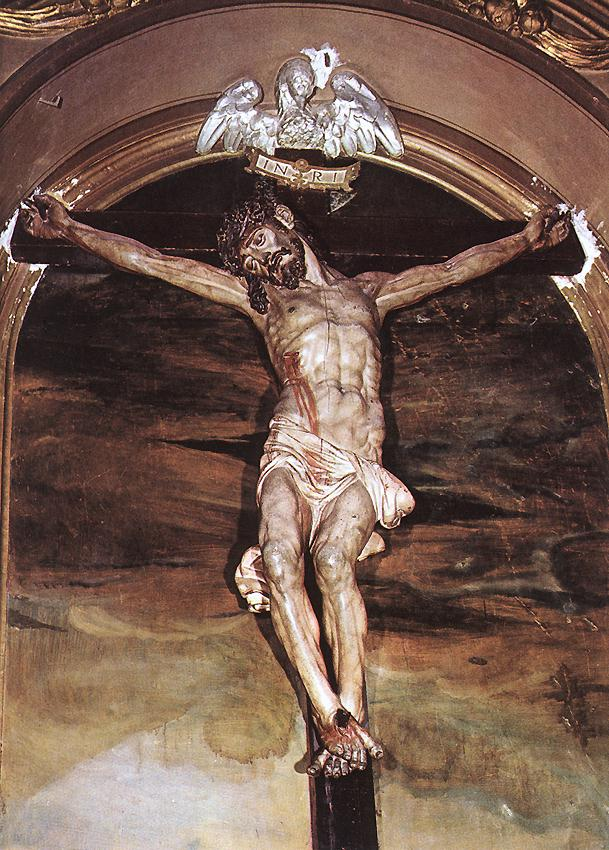
Santcrist o crucifix del convent de Santa Catalina de Valladolid, obra de Juan de Juni. És del seu últim període, entre els anys 1572 i 1573.

- Al monestir de Las Huelgas Reales (Valladolid) hi ha un crucifix de l'època central del període creatiu de Juni. És de mida més gran que el natural i reflecteix el moment de l'expiració. La proporció entre les cames i els braços és allargada, amb el cap abatut sobre el pit i els ulls lleugerament oberts. Al cap, el Crist hi té la corona amb unes grans espines; el drap de puresa té un gran nus, que a la part central li passa entre les cames i a la part posterior està onejant. Els peus estan creuats i un sol clau els travessa tots dos. La peça pertany a un calvari, encara que la resta de les imatges del conjunt són obra d'un altre escultor de finals del segle xvi.
- Al Museu Diocesà i Catedralici de Valladolid hi ha un santcrist de fusta policromada i en molt mal estat de conservació que prové de l'església de Sant Andreu. Representa el Crist mort; el drap de puresa s'enganxa al cos i a la part posterior mostra molts plecs, i l'encreuat dels peus és molt semblant a l'obra de Las Huelgas Reales.
- A l'església de Mojados es conserva un crucifix de mida petita, també policromat. El Crist està mort i amb el cap sobre el tòrax; presenta una gran similitud amb la figura del retaule de La Antigua, i per això es creu que és de l'any 1560.
- A Olivares de Duero, en un retaule barroc, hi ha un petit Crist, amb la corona llaurada al mateix bloc de fusta i els peus encreuats en aspa; el seu drap de puresa té un gran nus al front. Està datat el 1550.[11]
- El convent de Santa Teresa de Valladolid, a la seva clausura, hi guarda un santcrist expirant que està molt ben conservat. La peça mostra el cap que mira cap amunt amb ansietat, la boca entreoberta; al costat encara no té la ferida de la llança. En aquest Crist, el drap de puresa té el nus en un costat; solament el rostre presenta un gran dramatisme, i per això es creu que deu pertànyer a la darrera dècada de la vida de Juni.[12]
- Al convent de Santa Catalina de Valladolid hi ha un magnífic crucifix, atribuït per primera vegada a Juan de Juni per González García-Valladolid.[13] Més tard ho van confirmar Manuel Gómez Moreno i Juan Agapito y Revilla. La peça havia de formar part de la sepultura de Cristóbal de Robles, cavaller de l'orde de Sant Jaume, i de la seva esposa, però se sap amb certesa que van ser enterrats al cor del convent, al peu de la reixa. D'aquí ha sorgit la hipòtesi que el mateix Juan de Juni estigui enterrat sota aquest santcrist. Es troba dintre d'un arcosoli, amb dues pilastres que sostenen l'arc de mig punt; els costats estan ornamentats amb serafins, petxines i creus de Sant Jaume i, al centre de l'arc, un pelicà alimentant les seves cries, representació iconogràfica de la redempció per la creu. El crucifix representa Crist mort, amb el cap recolzat sobre l'espatlla esquerra i el ventre molt enfonsat pel dolor. El drap de puresa és daurat i amb la forma característica de l'últim període de l'escultor; per això es creu que la data d'execució és el 1572 o 1573.

### Pietats

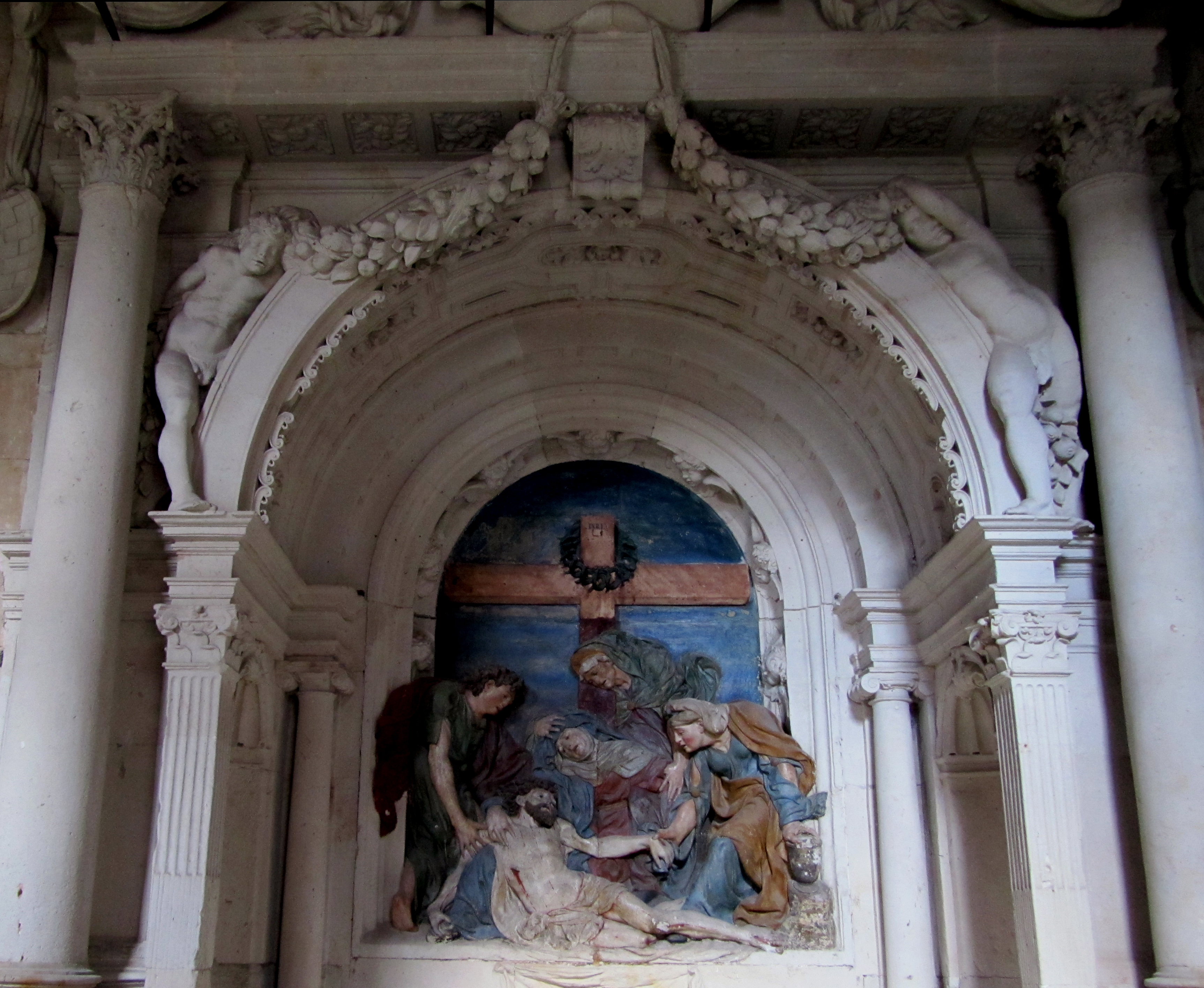
Sepulcre de l'ardiaca Gutierre de Castro a la catedral Vella de Salamanca.

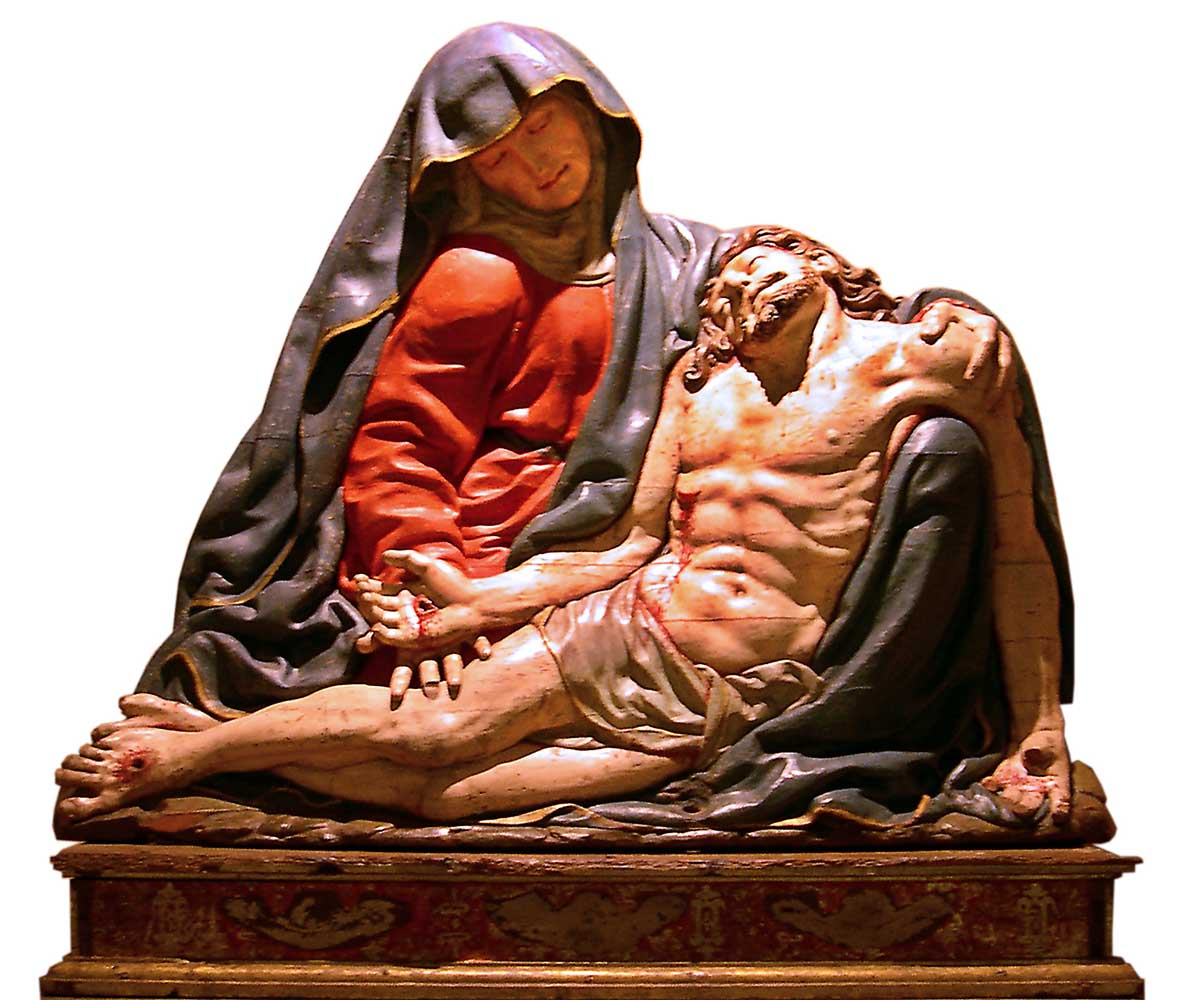
Pietat de Medina del Campo, de Juan de Juni.

Cap al 1540, Juni es va traslladar a Salamanca per fer el sepulcre de l'ardiaca Gutierre de Castro, obra que es conserva al claustre de la catedral vella. Segons la descripció de Palomino, és:
| « | «... un retaule de pedra que és a l'església antiga de Salamanca, amb un Descendiment de la creu, i a un costat santa Anna donant lliçó a la seva filla santíssima, i a l'altre Sant Joan Baptista, i al frontal de l'altar, la silueta del sepultat en baix relleu, sobre dos coixins, en el seu fèretre, molt ben disposat en perspectiva, en què es coneix que ho sabia molt bé; i així mateix, l'arquitectura del retaule amb els seus bons adornaments, nens, serafins i algunes calaveres». | » |

El sepulcre està fet en pedra arenosa policromada. És de tipus arcosoli i està emmarcat per dues columnes corínties, amb un entaulament que consta d'unes calaveres que estan entre draps i que pengen de caps de lleons amb els escuts de l'ardiaca. L'arcosoli és profund i format per un arc de mig punt. Hi ha angelots agafant garlandes que voregen tota l'arquivolta. A la part frontal, el relleu de la Pietat o Calvari cobreix tot el fons. Totes les figures estan unides per les mans: la Mare de Déu ocupa el lloc central, Maria Magdalena pren una de les mans de Crist. Crist té el cap en escorç, inclinat cap enrere, i forma una línia de composició conjuntament amb el cap de la seva mare, Maria, i de Maria Salomé, que a la vegada subjecta la Mare de Déu. Els plecs són d'una gran ductilitat, i formen unes ondulacions suaus. Les escultures de santa Anna i de sant Joan Baptista, que havien estat als costats d'aquest sepulcre, es troben al rerecor de la catedral Nova de Salamanca; en totes dues es copsa clarament la monumentalitat de la tendència de Juni.
Al Museu de las Ferias de Medina del Campo es conserva una Pietat de vora el 1575; procedeix d'una capella de la Casa Blanca, més concretament d'un retaule que surt documentat al testament de Juan de Juni. Tenint en compte que és una obra de la maduresa de l'artista es nota que, malgrat el dramatisme de l'escena i la policromia, les formes respiren tranquil·litat gràcies a la composició en trapezi irregular, en lloc de fer servir l'esquema clàssic piramidal. La figura del Crist s'acobla perfectament a la mare i els plecs de la vestidura són suaus; la mirada de Maria, dirigida cap al seu fill, més que de dolor expressa tristor; aquesta suavitat es pot copsar fins i tot en el contacte de les mans entre mare i fill.
Una Pietat més petita, molt semblant però feta en terra cuita, es troba al Museu Marès de Barcelona. Aquest grup, més dramàtic, correspon a la primera època de Juni. El front de l'escultura sembla estar dins d'un arc simulat, i és una de les composicions més dinàmiques de l'artista. El cap de la Mare de Déu està inclinat i mirant cap amunt, en una clara referència al Laocoont; la cama de la mare, disposada cap endavant, és la que serveix de suport al cos del fill, que jeu mort.

### Valladolid

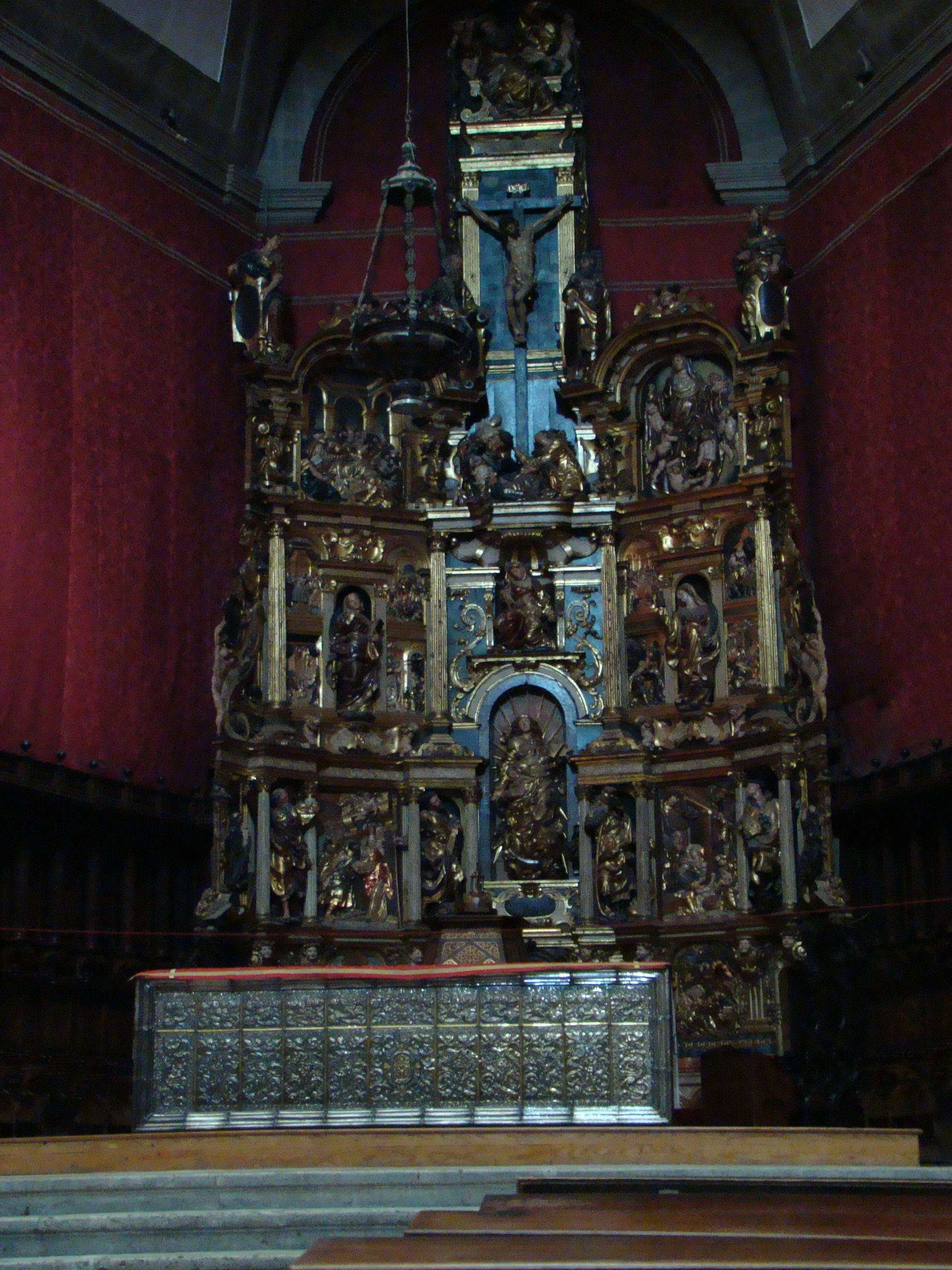
Retaule major de la catedral de Valladolid, procedent de l'església Santa María de La Antigua, obra de Juan de Juni.

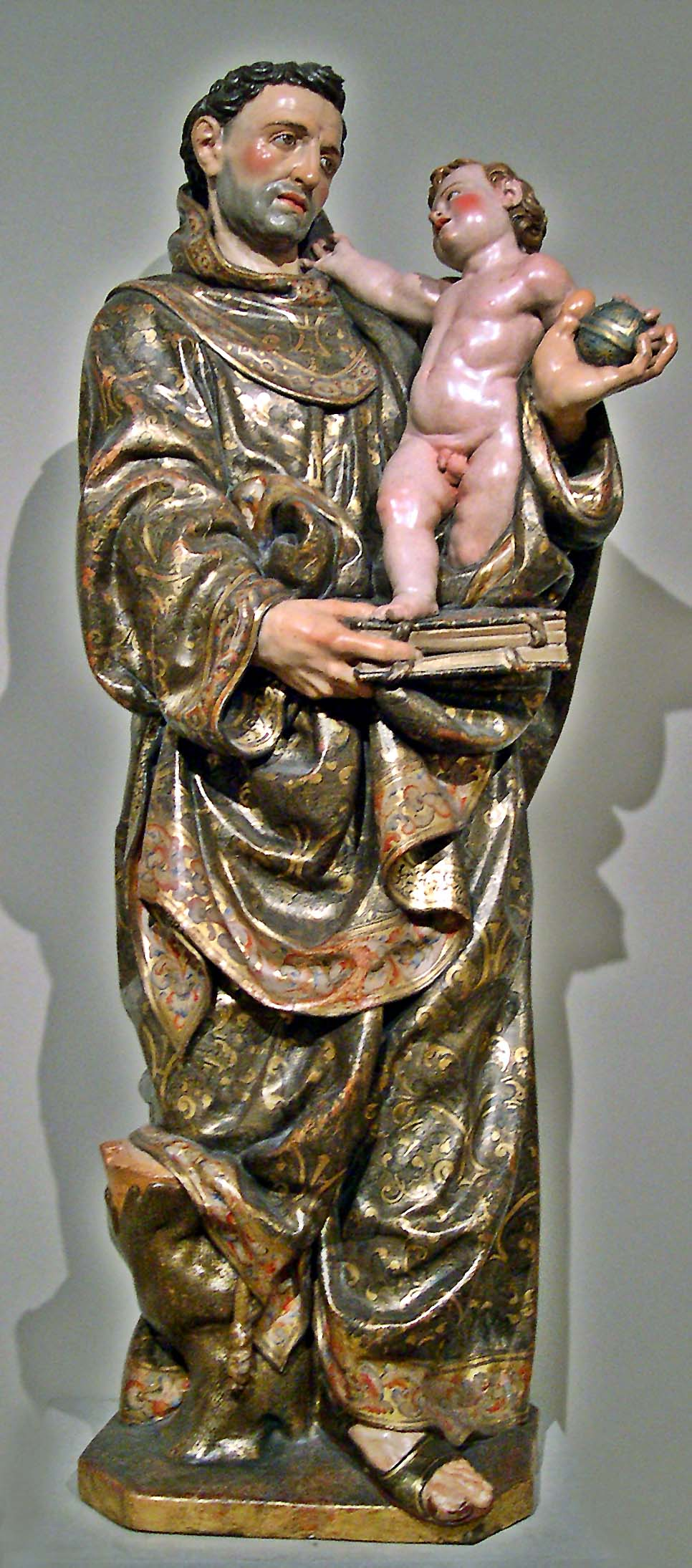
Sant Antoni de Pàdua, al Museu Nacional Col·legi de San Gregori.

Al segle xvi la ciutat de Valladolid era un eix polític i econòmic important; segons Bennassar, era «la ciutat pont més important de la plana septentrional» i una «ciutat oberta a tots els vents». El monestir de Sant Benet era a Valladolid i era el centre benedictí més important de la nació. Fins al 1561, durant el regnat de Felip II de Castella, la Cort no s'establiria definitivament a Madrid, i en el pelegrinatge de la cort la reialesa escollia preferentment la ciutat de Valladolid. Tot això, junt amb la reputació de la cancelleria, feien de Valladolid una gran ciutat en expansió, amb cases sumptuoses i una important activitat d'encàrrecs per capelles, retaules o sepultures. A finals de la dècada del 1530, Juan de Juni es va establir a la ciutat i, encara que ja era un escultor completament format, no hi ha dubte que l'ambient artístic de la ciutat i, sobretot, la influència del que seria el seu gran amic Alonso Berruguete van deixar petja en l'elaboració de la seva obra.
En el seu primer testament, redactat el 26 d'octubre de 1540 a Salamanca, Juan de Juni parla de cent ducats que havia rebut de fra Antonio de Guevara, bisbe de Mondoñedo, per començar «una obra d'imatgeria que jo tinc de fer a Sant Francesc de Valladolid»; en el testament ordena que siguin retornats; per tant, no hauria començat aquest encàrrec. Més tard, el 7 de gener de 1544, al testament del bisbe de Mondoñedo apareix que el sepulcre contractat ja estava acabat i col·locat a l'altar de la capella. Amb l'obra que acabà, 'Enterrament de Crist, li arribà l'èxit i rebé el reconeixement de la ciutat.
L'elaboració del retaule major per l'església de Santa María de La Antigua, ara col·locat a la catedral de Valladolid, va durar molt de temps, però la mateixa lentitud en la seva execució va generar un desenvolupament de la genialitat de l'artista. Aquest retaule inclou un cadirat, i conté vint figures senceres, divuit relleus de mitja talla i un Sant Sopar. El retaule és de fusta de pi de Sòria, i la imatgeria, de fusta de noguera. És una obra clarament d'estil manierista, i en molts casos les escultures ultrapassen els marcs arquitectònics. La talla és d'una qualitat suau, i s'hi evita l'angulositat. És el període més clàssic de l'obra de Juni, amb proclivitat de formes rodones en el modelatge. Els setials, amb tres cadires a cada costat unides al retaule, estan tallats amb relleus i sense policromar. Tenen, al centre, una figura de mida completa, i als dos laterals, mitges figures; el del costat de l'Evangeli està presidit per Sant Pere, i el del costat de l'epístola, per sant Pau.
Entre els traçats presentats per fer el retaule major de la catedral de Burgo de Osma, es van escollir els de Juan de Juni, Juan Picardo i Perandrés; el 13 de març de 1550, per encàrrec del bisbe Pedro Álvarez Acosta, es va signar el contracte. Consta de tres cossos i un àtic, dividit en tres carrers. La figura principal, la de la Mare de Déu de l'Assumpció, és obra de Juni. Dona a la imatge un gran ritme de composició com dintre d'un arc, i aconsegueix amb això donar una gran mobilitat a l'escultura; es copsa una gran força, la que condueix la Mare de Déu a la seva assumpció al cel. El sant Pere d'Osma del costat dret de la Mare de Déu també correspon a Juni. Sembla com si volgués sortir del seu espai arquitectònic, en un clar contrast amb l'escultura de l'altre costat de sant Domènec de Guzman, realitzada per Picardo; a tot el retaule es nota la intervenció de diversos artistes. Durant tot el temps que durà la construcció del retaule, Juni va seguir vivint a Valladolid.

Una informació sobre l'escultura de sant Antoni de Pàdua del convent de Sant Francesc, actualment al Museu de Valladolid, prové del manuscrit de fra Matías de Sobremonte, que es titula: 
| « | Noticias Chronographicas y Topographicas del Real y religiosísimo convento de los Frailes Menores Observantes de S. Francisco de Valladolid, cabeza de la Provincia de la Inmaculada Concepción de N. Señora y se su autor Frai Mathias de Sobremonte, indigno Fraile Menor y el menor de los moradores del mismo Convento. | » |

 És de mitjans del segle xvii, i l'autor comenta que l'escultura era en una capella que va manar construir Francisco Salón de Miranda, abat de Salas; també, que l'obra era atribuïda a Juan de Juni i que era una peça «excel·lent». Més tard, com que estava col·locada en un passadís arraconat se l'anomenava Sant Antoni l'Obscur. La imatge es troba dempeus, amb el nen en braços i un hàbit franciscà ricament policromat, encara que només per la part del davant; aquest fet fa suposar que es va fer per ser col·locat en un altar. La pintura detalla les celles, les pestanyes i la barba; tanmateix, els ulls, tant del sant com del nen, són de vidre.
Al Museu Nacional Colegio de San Gregorio de Valladolid es guarden les escultures de Juni de Sant Joan Baptista i Maria Magdalena, que formaven part d'un retaule encarregat per Francisca de Villafañe que anava destinat al convent de Sant Benet de Valladolid. El retaule el va fer de manera conjunta amb el nebot de Berruguete, Inocencio Berruguete. L'obra havia d'estar completada l'any 1552. L'escultura de Sant Joan és considerada una de les millors de l'artista. La figura sembla un santcrist; la cama esquerra, ferma, és l'element de càrrega, mentre que la dreta es doblega cap al tronc i serveix de suport als braços, que manté oberts; una túnica tapa parcialment el cos del sant. Està tocant a un arbre, on també troba descans l'anyell, el símbol de Sant Joan. Tota l'escultura presenta una torsió extremada, en un record, un cop més, del Laocoont. També Maria Magdalena mostra un moviment giratori, amb uns amplis plecs a la túnica i al mantell; tota ella està dins d'un esquema ovalat, al gust italià, i s'aprecia una policromia bella i ben treballada.
El Cap de Sant Joan Baptista es troba a la capella de Sant Blai del Museu Diocesà i Catedralici de Valladolid, procedent de l'església parroquial d'Aldeamayor de San Martín. Pels detalls del seu estil, es creu que és de la mateixa època que Enterrament de Crist; els ulls arcats i l'entrecella dura són detalls de Juni, encara que en aquest cas els flocs de pèl són molt més voluminosos. La policromia sembla que hagi estat repintada en un període posterior; els caps degollats de sant Pau i de sant Joan van ser tema preferit del barroc, però n'hi ha pocs exemples del renaixement; d'aquí la importància iconogràfica d'aquest cap.
Existeix un Ecce Homo de fusta de noguera policromada que procedeix de l'església parroquial de Villanueva de Duero; estava col·locat dalt d'un retaule. El Crist té el cap lleugerament inclinat cap a l'esquerra, mentre que la vista es dirigeix cap a la dreta, la boca entreoberta, i el Salvador sembla suportar amb una gran resignació el dolor del martiri. El cabell està tractat amb grans flocs i la corona d'espines està feta amb la mateixa fusta de la imatge, i queda entrellaçada amb els cabells. Per distingir-los, la policromia és d'un to ocre fosc pels cabells, i d'un color verdós i daurat a les branques de la corona; les espines estan engalzades de manera separada. Aquest tipus de bust sense braços i tallat horitzontalment segueix l'estil italià, i a partir del segle xvii s'implantarà definitivament a Espanya. El mantell vermell mostra l'anatomia del pit. La policromia és d'un to grisenc, com correspon a un cos maltractat, amb nombroses macadures al pit i la sang que sembla coagular. Se sap que la policromia no la va fer Juni, però sí que la va dirigir.
|  |  |

Al convent de Santa Isabel hi ha un retaule atribuït a Juni ja pel comte de La Viñaza el 1889, amb un Sant Francesc d'Assís. L'escultor el representa agenollat amb un moviment en hèlix, vestit amb l'hàbit de l'ordre. A la mà esquerra subjecta un santcrist, mentre la dreta va cap al pit amb una gran expressió; les vestidures tenen uns grans plecs i el cap és excepcional. Com va comentar Isidro Bosarte: «Encara que cada part d'aquesta obra és meravellosa, tot cedeix al cap de sant Francesc. Sembla que es va proposar d'emular la del Laocoont». S'ha datat a la dècada del 1570. D'aquesta mateixa època i en aquest mateix convent hi ha una altra imatge de sant Francesc. Es troba dempeus, com si estigués en actitud discursiva, amb la mà esquerra sostenint el llibre de l'ordre i la dreta en gest declamatori; la cama esquerra està més avançada. La seva policromia és semblant a l'altra imatge del mateix sant, i només varia una mica l'encarnació del rostre.

### Estil
La seva estada a Itàlia va influir en les seves obres. Per exemple, l'estil de Jacopo della Quercia, amb el concepte de relleu de poc gruix, un dels assoliments de l'art plàstic italià del segle XV; ho podem apreciar clarament en els primers treballs a Lleó, per exemple en el detall de les robes, que doten de ritme i moviment les escultures. Sembla certa l'estada de Juni a Bolonya, Mòdena i Florència, on a mitjan segle xv es feien moltes escultures en terra cuita policromada, i elaborades amb grans efectes naturalistes, com la inclusió d'ulls de vidre.

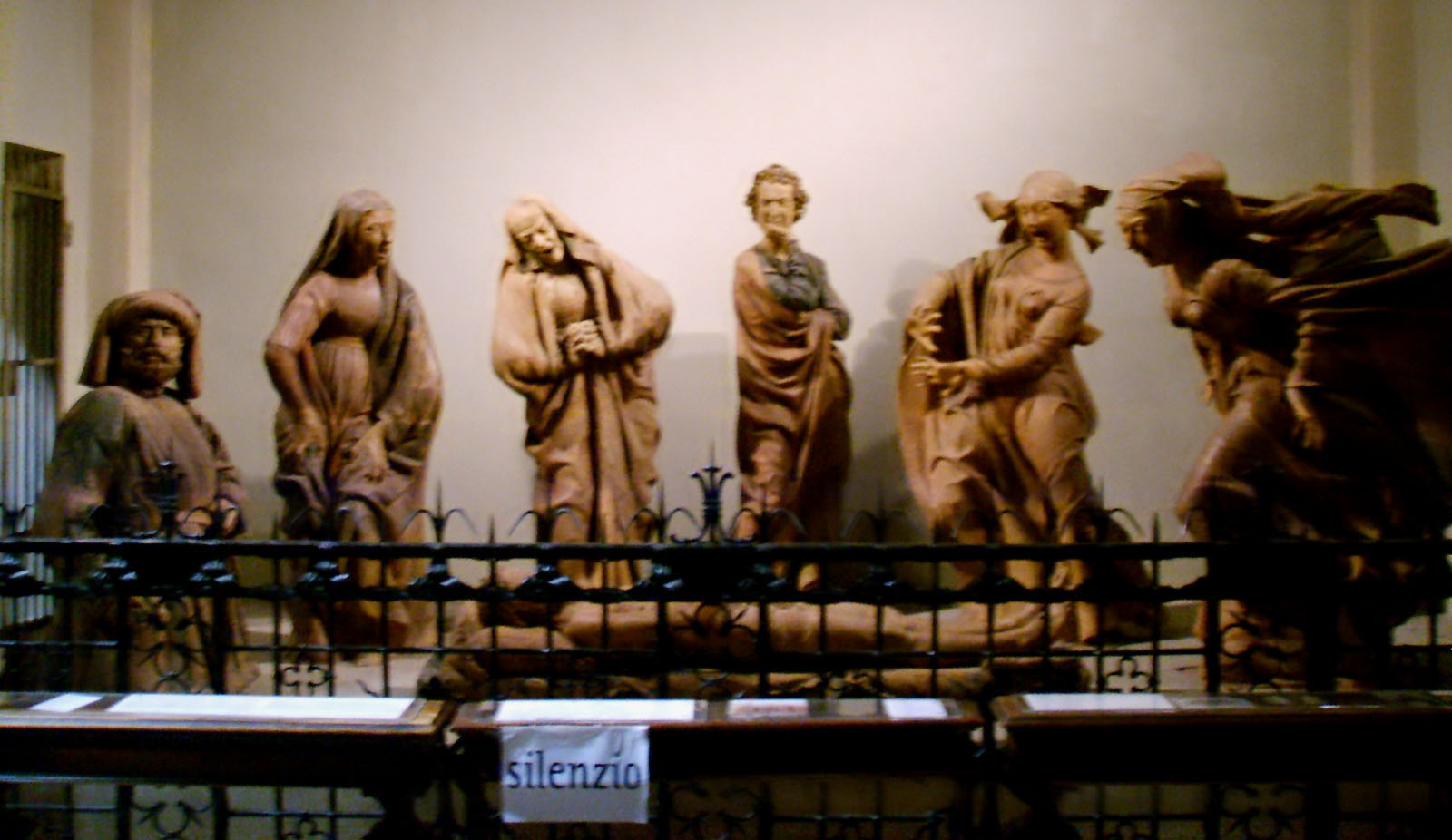
Compianto sul Cristo morto de Niccolò dell'Arca.
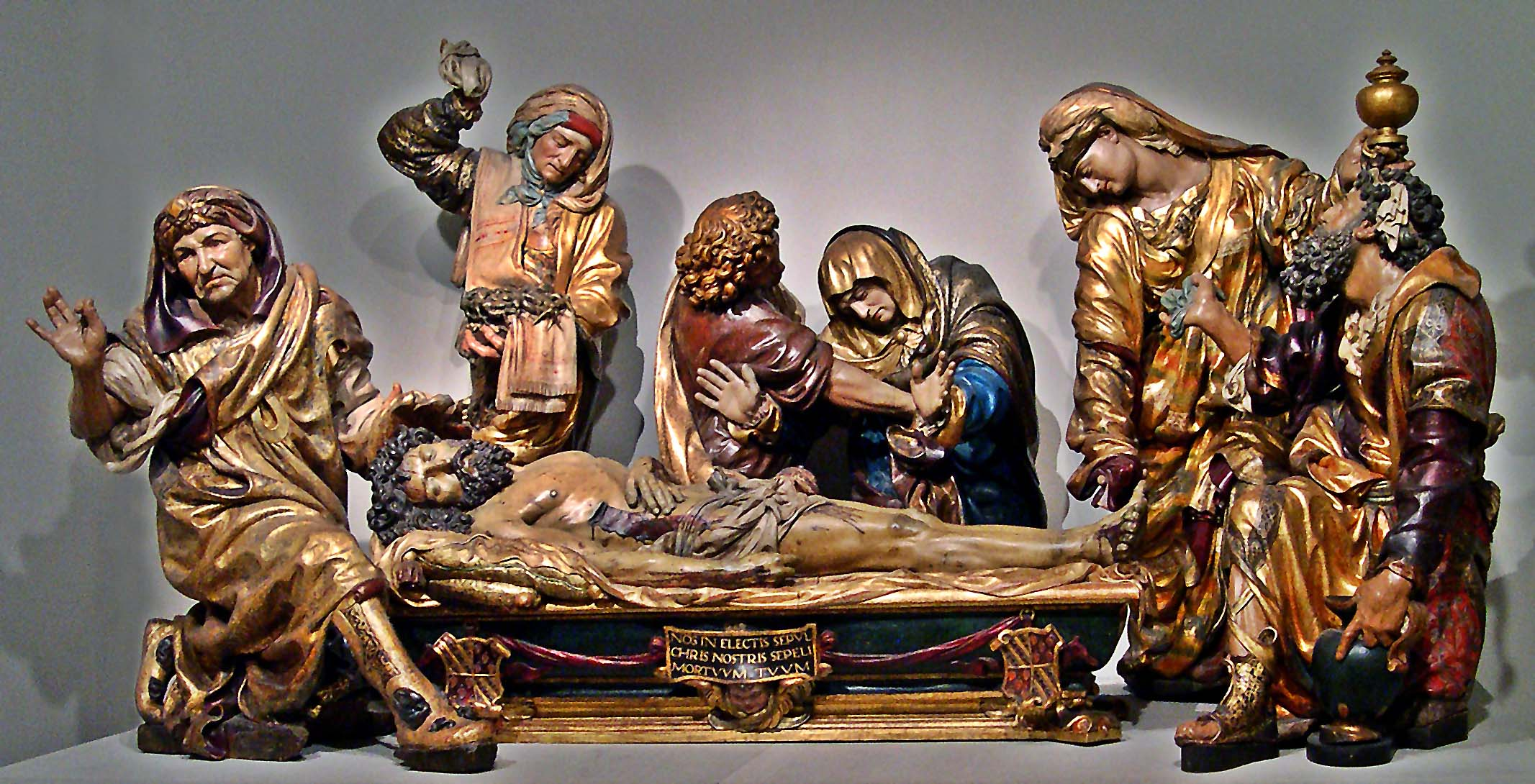
L'enterrament de Crist de Juan de Juni.
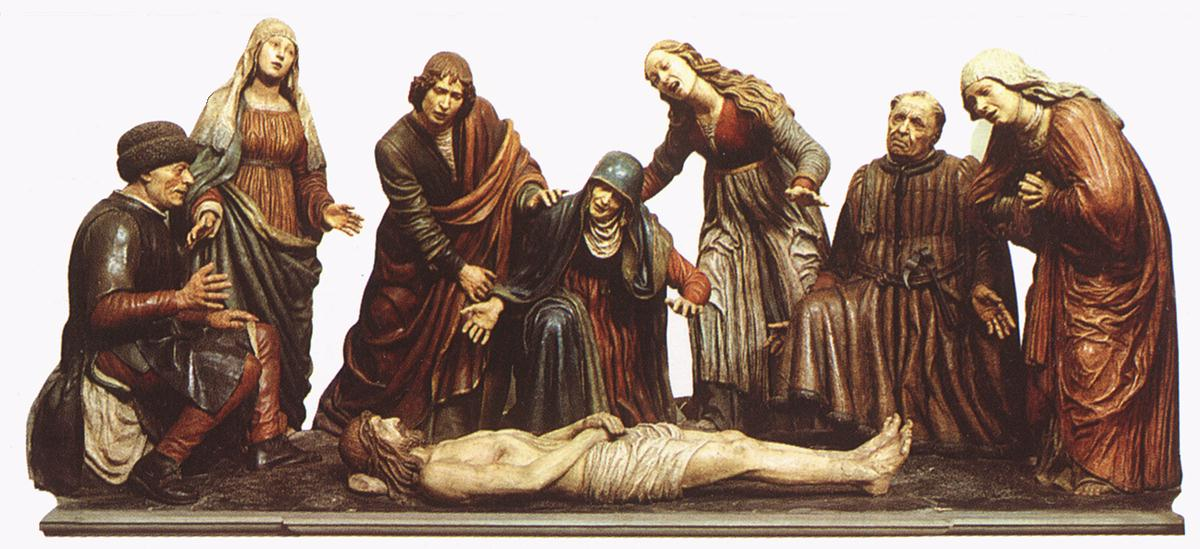
Compianto sul Cristo morto de Guido Mazzoni.

El Compianto sul Cristo morto (1463), de Niccolò dell'Arca, que es troba a l'església de Santa Maria de la Vita de Bolonya, és l'obra amb més similituds amb L'enterrament de Crist de Juni, que és a Valladolid. Consta també de set figures de mida natural. El sentit del dramatisme del moment és el que devia impressionar Juni, i més tard ell també el va reflectir a la seva obra. També és molt possible que rebés la influència del Compianto sul Cristo morto de Guido Mazzoni, que és a l'església de Sant Joan, a Mòdena; presenta els mateixos personatges i en posicions idèntiques.

El 1570 va fer un retaule amb un altre Enterrament de Crist que es troba a la capella de la Pietat de la catedral de Segòvia. És una obra que mostra un classicisme en el traç i un concepte escultòric molt més reposat, d'un Juni ja en plena maduresa. Al retaule li manca un banc i el tabernacle. El grup de l'Enterrament està fet en un gran relleu elevat que està col·locat dins d'un quadrat central, als costats del qual hi ha dos intercolumnis corintis on apareixen dos personatges amb vestimenta militar i esculpits amb molt d'embalum. Sobre el frontó de l'Enterrament hi ha una parella d'angelots nus que recorden els de Miquel Àngel. A la part central de l'àtic, dintre d'un bastiment rodó, es troba un relleu del Pare Etern, sobre el qual es llegeix la data de 1571. Palomino ho descriu de la següent manera: 
| « | De Juan de Juni he vist una medalla de tot relleu a la catedral de Segòvia, que és l'Enterrament de Crist, de figures del natural, que iguala tot el que s'ha vist del gran Miguel Àngel; i té als costats dos soldats capriciosament vestits i amb un rostre tan afligit que mouen a tendresa i plor. | » |

En el grup de l'Enterrament, la Mare de Déu ocupa l'espai central i avança cap a davant, descansant un braç de Crist sobre el seu genoll; té els dos braços oberts, en senyal de dolor. Crist, en primer terme, està col·locat gairebé en posició horitzontal i es cobreix amb un petit drap, cosa que permet copsar la magnífica anatomia del seu cos. Com a l'Enterrament de Crist de Valladolid, hi ha set personatges:
- Sant Joan, que es troba darrere de Maria, mare de Jesús, amb mostres de dolor al rostre;
- Maria Magdalena, que aguanta en una mà el flascó del perfum i amb l'altra sosté el sudari;
- al seu costat, Josep d'Arimatea, assegut, amb els símbols de la passió, espines, claus i tenalles;
- a l'altre costat, Maria Salomé, que amb una mà s'aixeca la toca, un recurs molt emprat en el classicisme;
- i al seu costat, Nicodem, que sosté el cos de Crist mitjançant el sudari.

Malgrat el dramatisme del tema, les línies emprades són corbes i dolces; tota l'escena està col·locada sobre un fons pintat que representa la ciutat de Jerusalem.

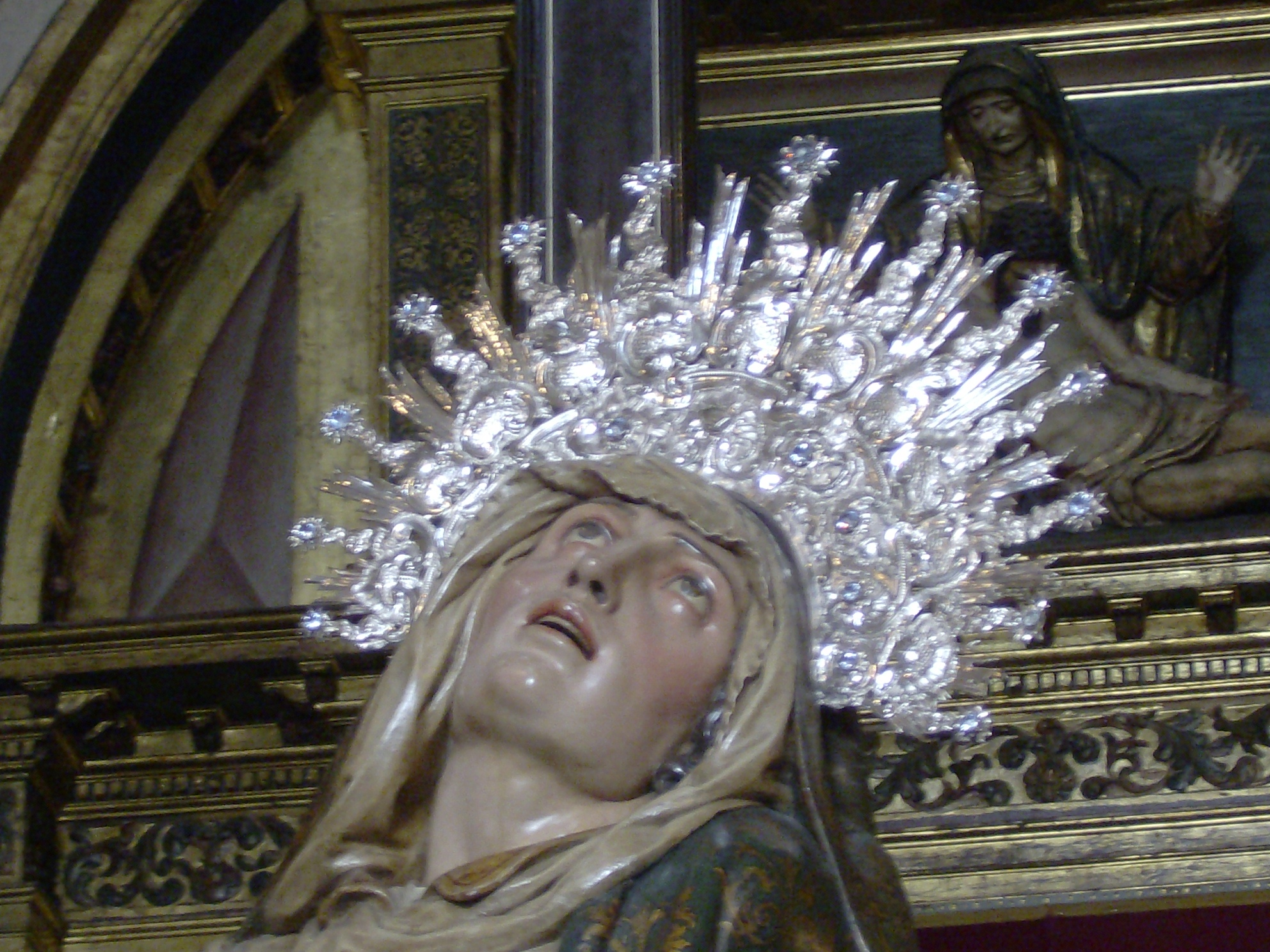
Detall del rostre de Nuestra Señora de las Angustias, amb certa semblança a l'escultura de Miquel Àngel.

De Miquel Àngel capta la composició, els escorços, la forma de moviment dels membres a les figures que assenyalen diverses direccions. A la Purísima de la capella dels Benavente, a Medina de Rioseco, també s'aprecia la composició en hèlix, molt emprada per Miquel Àngel. Es pot observar una certa semblança entre el rostre de Nuestra Señora de les Angustias, obra ja de maduresa de l'artista, encara que posterior a 1561, amb el cap de L'Aurora del sepulcre de Lorenzo de Mèdici; com l'escultura de la Purísima, segueix l'esquema helicoidal, avançant l'espatlla esquerra mentre la mà esquerra es troba amagada entre les vestimentes, i la dreta destaca sobre el seu pit, amb una clara referència manierista. Inspirada també en la Verge dels Mèdici de Miquel Àngel, té la boca entreoberta i els ulls dirigeixen la mirada cap a la creu, on es troba el seu fill, amb una expressió de gran dolor.
A Roma Juni va veure el Laocoont i els seus fills, l'obra de l'Antiguitat més admirada en aquell temps; d'aquesta en va incorporar la línia «serpentiforme» tan emprada pels manieristes. A la capella dels Benavente, el cos del dimoni es resol com una gran serp, així com al Sant Joan Baptista del Museu Nacional d'Escultura de Valladolid, on tot el seu cos fa un moviment de torsió, amb la boca entreoberta i el pit tens per l'emoció; és on es pot copsar més la semblança amb el sacerdot Laocoont.
En la imatgeria, el seu estil manté el patetisme expressiu de l'art borgonyó i, sobretot, és hereu de l'obra de l'escultor gòtic Claus Sluter, com es pot apreciar en la grandiloqüència de les vestimentes de les seves escultures, juntament amb la influència de Miquel Àngel. Les seves figures són d'un modelatge correcte, opulentes, carnoses, vivament apassionades; tant podem observar l'expressió de dolçor, com s'aprecia a la Immaculada de la capella dels Benavente a Medina de Rioseco, com l'accentuat patetisme de les seves «doloroses», com trobem a la Virgen de los Cuchillos".
La intensitat emocional de les seves imatges i l'agitat enrenou de les seves vestimentes han fet que se l'hagi considerat el pare de l'escultura barroca espanyola. Juntament amb Alonso Berruguete, s'ha de considerar el fundador de l'escola escultòrica de Valladolid, que s'estén al llarg del segle xvi, del segle xvii, amb escultors com Gregorio Fernández, i del segle xviii, amb artistes com Luis Salvador Carmona.

## Llista d'obres
Àvila
- Estàtua funerària de San Segundo. Alabastre, alçada: 1,65 metres. Església de San Segundo. (Àvila).

Barcelona
- Pietat. Terra cuita policromada, alçada: 0,28 metres, amplada: 0,58 metres. Museu Marès. Barcelona.

Lleó
- Sant Mateu. Terra cuita, alçada: 0,91 metres. Museu de Lleó.
- Judici contra un heretge. Relleu en fusta de noguera, sense policromar, dimensions: 0,86 × 1,53 metres. Museu de Lleó.
- Façana, relleus i cadiratge del cor, a l'Hostal Sant Marc de Lleó.
- Verge de les Candeles. Fusta policromada, alçada: 1,20 metres. Església de Santa Marina de Lleó.

Salamanca
- Santa Anna i Sant Joan Baptista. Pedra policromada, rerecor de la catedral Nova de Salamanca, procedents del claustre de la catedral vella de Salamanca. Alçada de la Santa Anna: 1,10 metres. Altura del Sant Joan: 1,18 metres.
- Sepulcre de l'ardiaca Gutierre de Castro, relleu de la Pietat en pedra policromada, amplada: 3,84 metres. Catedral Vella de Salamanca.

Segòvia
- La Pietat o l'Enterrament de Crist. Fusta policromada, amplada del retaule: 5,20 metres; del relleu de l'Enterrament: 2,68 metres. Catedral de Santa Maria de Segòvia.

Província de Sòria
- Retaule major. Fusta policromada, amplada: 10,14 metres. Catedral d'El Burgo de Osma (Sòria).
- Crist ressuscitat. Fusta policromada, alçada: 2 metres. Catedral d'El Burgo de Osma (Sòria).

Ourense
- Immaculada. Fusta policromada, alçada: 1,30 metres. Museu d'Ourense.
- Verge de l'Esperança. Fusta policromada, alçada: 1,08 metres. Església parroquial de Santiago (Ourense).

Valladolid i província
- Retaule de l'Església de Santa María de La Antigua. Fusta policromada, amplada: 11 metres. Catedral de Nuestra Señora de la Asunción de Valladolid.
- L'enterrament de Crist. Fusta policromada. El grup té una amplada de 3,25 metres i el Crist, una longitud d'1,97 metres. Museu Nacional d'Escultura de Valladolid (MNE).
- Santcrist. Fusta policromada, alçada: 1,82 metres. Monestir de Las Huelgas Reales (Valladolid).
- Santcrist. Fusta policromada, mida més gran que el natural. Convent de Santa Catalina (Valladolid).
- Sant Joan Baptista. Fusta policromada, alçada: 1,07 metres (MNE).
- Santa Maria Magdalena. Fusta policromada, alçada: 1,20 metres (MNE).
- Bust de Santa Anna. Fusta policromada, alçada: 0,48 metres (MNE).
- Sant Antoni de Pàdua. Fusta policromada, alçada: 1,94 metres (MNE).
- Sant Francesc. Fusta policromada, amplada del retaule: 2,20 metres. Església del convent de Santa Isabel (Valladolid).
- Nuestra Señora de las Angustias. Fusta policromada, alçada: 1,21 metres (Valladolid).
- El calvari del monument del bisbe de Zamora Antonio del Águila. Convent de San Francisco, Ciudad Rodrigo (Salamanca). Va formar part de la col·lecció del marquès d'Espeja. El 1998 els descendents el custodiaven al palau dels Águila de la seva propietat, però se'l van vendre a l'Estat, que alhora el va donar al museu d'escultura de Valladolid.
- Pietat de Medina del Campo. Fusta policromada, alçada: 0,96 metres; amplada: 1,28 metres. Medina del Campo, Museu de Las Ferias.
- Retaule de la Capella dels Benavente. Fusta policromada, amplada: 2,30 metres. Església de Santa Maria Medina de Rioseco.
- Relleus de Sant Pere i Sant Pau del Retaule Major, en fusta policromada, de l'Església de Santa María de Medina de Rioseco.
- Grup de terra cuita policromada de sant Sebastià i sant Jeroni. Alçada del sant Sebastià: 1,80 metres; alçada del sant Jeroni: 1,40 metres. Església de San Francisco, Medina de Rioseco.